# Sainte-Marie (Nièvre)
Sainte-Marie – miejscowość i gmina we Francji, w regionie Burgundia-Franche-Comté, w departamencie Nièvre.
Według danych na rok 1990 gminę zamieszkiwało 90 osób, a gęstość zaludnienia wynosiła 6 osób/km² (wśród 2044 gmin Burgundii Sainte-Marie plasuje się na 820. miejscu pod względem liczby ludności, natomiast pod względem powierzchni na miejscu 644.).